# J. Francis McComas
J. Francis McComas (Kansas City, Misuri, 9 de junio de 1910  - Fremont, California, 19 de abril de 1978) fue un escritor y editor norteamericano de ciencia ficción. McComas escribió varias historias en los años 1950, usando tanto su nombre como el seudónimo Webb Marlowe.
Entró en el negocio editorial como vendedor y representante editorial, viviendo dos años en Nueva York. Volvió a California en 1944, trabajando en la editorial de la costa del Pacífico representante de Henry Holt and Company. Para Simon and Schuster fue su mánager de ventas en el norte de California y editor general representante.
McComas fue editor, con Raymond J. Healy de una de las primeras antologías de ciencia ficción, Adventures in Time and Space (1946). Unos pocos años después fue el editor cofundador, junto con Anthony Boucher de The Magazine of Fantasy & Science Fiction. Editó la revista desde su implantación en 1949 como The Magazine of Fantasy. A finales de 1954 dejó su cargo en la revista como editor, aunque continuó como editor consultor hasta 1962.
Durante los años 1950, McComas fue crítico de ciencia ficción para el New York Times.
Donó a la Biblioteca pública de San Francisco su colección de 3.000 volúmenes de ficción y 92 revistas de ciencia ficción de los años 1920.